# Phyllonorycter cistifoliella
Phyllonorycter cistifoliella là một loài bướm đêm thuộc họ Gracillariidae. Nó được tìm thấy ở Hy Lạp.
It is regarded a synonym of Phyllonorycter helianthemella by some authors, while other retain it as a valid species.